# 윤준호 (1994년)
윤준호(1994년 12월 16일 ~ )는 대한민국의 배우이다.

## 출연작

### 영화
- 《게임의 법칙: 인간사냥》 (2021년) - 비서 역
- 《신황제를 위하여》 (2020년) - 화양리파 1 역
- 《히트맨》 (2020년) - 제이슨부하 11 역
- 《전환치료》 (2019년) - 사내 2 역
- 《사자》 (2019년) - 바빌론 클럽 남 역
- 《지금 이순간》 (2019년) - 배달원 역
- 《일진 3》 (2019년) - 찬호 역
- 《일진 2》 (2018년) - 찬호 역
- 《일진》 (2018년) - 찬호 역

### 드라마
- 《무법 변호사》 (tvN, 2018년) - 과거 조직원 역